# Інгрід Мартінс
Інгрід Гамарра Мартінс (порт. Ingrid Gamarra Martins) — бразильська  тенісистка, що здебільшого спеціалізується на парній грі.

## Фінали турнірів WTA

### Парний розряд: 3 (2 титули)
| Легенда       |
| ------------- |
| Grand Slam    |
| WTA 1000      |
| WTA 500       |
| WTA 250 (2–1) |

| За поверхнею |
| ------------ |
| Хард (1–0)   |
| Грунт (0–1)  |
| Трава (1–0)  |
| Килим (0–0)  |

| Результат | В–П | Дата         | Турнір                      | Статус  | Поверхня | Партнерка      | Супротивниці                    | Рахунок          |
| --------- | --- | ------------ | --------------------------- | ------- | -------- | -------------- | ------------------------------- | ---------------- |
| Поразка   | 0–1 | Травень 2023 | Rabat Grand Prix, Марокко   | WTA 250 | Ґрунт    | Лідія Морозова | Сабріна Сантамарія Яна Сізікова | 6–3, 1–6, [8–10] |
| Перемога  | 1–1 | Січ 2023     | Bad Homburg Open, Німеччина | WTA 250 | Трава    | Лідія Морозова | Ері Ходзумі Моніка Нікулеску    | 6–0, 7–6(7–3)    |
| Перемога  | 2–1 | Лис 2024     | Merida Open, Мексика        | WTA 250 | Хард     | Квінн Глісон   | Магалі Кемпен Лара Сальден      | 6–4, 6–4         |

## Фінали турнірів WTA Challenger

### Парний розряд: 4 (2 титули)
| Результат | В–П | Дата     | Турнір                          | Поверхня | Партнерка       | Супротивниці                  | Рахунок               |
| --------- | --- | -------- | ------------------------------- | -------- | --------------- | ----------------------------- | --------------------- |
| Перемога  | 1–0 | Лис 2022 | Montevideo Open, Уругвай        | Грунт    | Луїза Стефані   | Квінн Глісон Еліксан Лешемія  | 7–5, 6–7(6–8), [10–6] |
| Поразка   | 1–1 | Тра 2024 | Parma Open, Італія              | Грунт    | Еліксан Лешемія | Анна Даніліна Ірина Хромачова | 1–6, 2–6              |
| Поразка   | 1–2 | Сер 2024 | Barranquilla Open, Колумбія     | Хард     | Квінн Глісон    | Джессіка Фаїлла Кувата Хіроко | 6–4, 6–7(2–7), [7–10] |
| Перемога  | 2–2 | Вер 2024 | Montreux Ladies Open, Швейцарія | Грунт    | Квінн Глісон    | Марія Карле Зімона Вальтерт   | 6–3, 4–6, [10–7]      |